# Firmino Alves
Firmino Alves es un municipio brasileño del estado de Bahía. Su población estimada en 2004 era de 4.989 habitantes.